# 拉登 (瑞士)
拉登（法語：La Tène，法語發音：[la tɛn]）為瑞士西部纳沙泰尔州纳沙泰尔县的一个市镇，欧洲铁器时代的拉登文化即得名于拉登境内的考古遗址。

## 地理
拉登总面积5.4平方（2.1平方英里）（2009年），其中农业用地占2.65平方（1.02平方英里）（48.7%），林地面积占0.45平方（0.17平方英里）（8.3%），建设用地占2平方（0.77平方英里）（占36.8%），水域面积占0.21平方（0.081平方英里）（3.9%），而贫瘠土地面积則佔0.13平方（0.050平方英里）（2.4%）。
在建设用地中，工業大廈占了拉登總面積的6.1%面積，房屋建築物占了14.2%，交通基礎設施建設占了11.9%，而公園、綠地、體育設施等則佔了3.9%。在林地方面，所有林地均被大量植物所覆蓋。在农业用地方面，拉登總面積的41.9%被用作種植莊稼、3.3%用作牧場，以及3.5%用作果園或種植藤蔓作物。在水域方面，拉登總面積的0.2%為湖，而3.7%則為河流和小溪。
拉登位於納沙泰爾湖的東北角，其海拔為455米。截至2011年12月，拉登擁有人口4,839人。拉登的位置接近比爾。

## 人口
根據2008年的人口統計，拉登擁有人口4,839人，其中有26.0%的國籍並非瑞士。在過去的十年期間（2000年至2010年），拉登的人口上升了16.7%。在這16.7%當中，有12.1%的增長率均來自移民，而僅有3.2%的增長率來自出生率減去死亡率的淨人口增長。
於2000年，約81.6%人口的母語為法語，其次為佔7.2%的德語人口和佔3.8%的意大利語人口於2008年，拉登的男女比例為每100位男性就有103.3位女性。在種族方面，拉登有1,740位男性瑞士人（佔總人口的36.1%）以及634位男性外籍人（13.1%）。拉登亦有1,871位女性瑞士人（38.8%）以及578位女性外籍人（12.0%）。
於2000年，有24.4%居民為兒童或青少年（19歲以下）、64.2%居民為成年人（20至64歲））以及11.4%長者（64歲以上）。於2010年，拉登的物業空置率僅為0.1%。

## 國家遺產和遺址

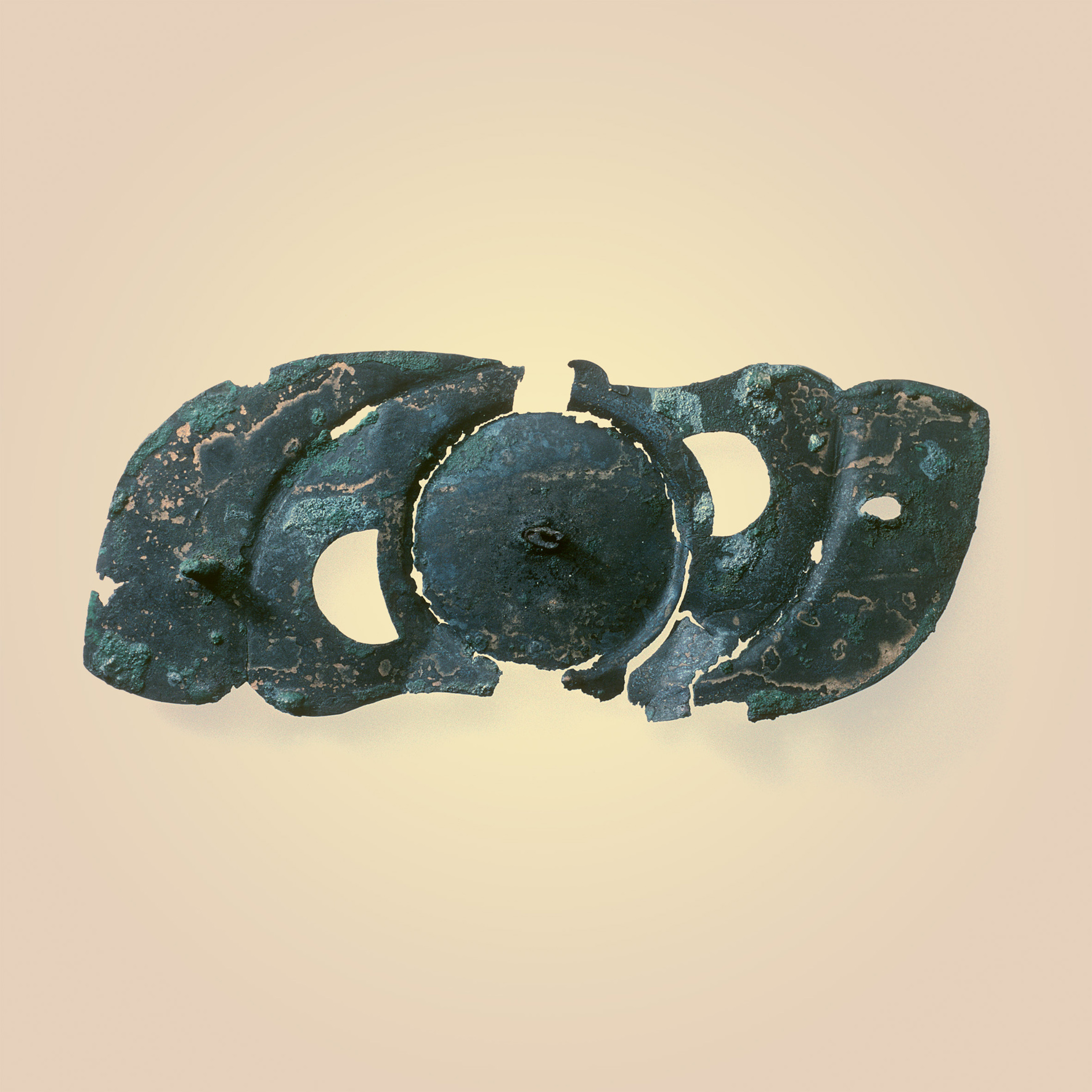
自拉登挖掘出來的青銅器

拉登的卑芬茲診療所、勃艮第卑利費療養院、拉登文化定居點和史前和中世紀沼澤區伊班爾遺跡均被列入重要文化财产名录中。而卑芬茲、蒙美亥和馬天尼城區均被列入遺產遺址名录中。拉登也曾出產青銅器等歷史文物。

## 经济
於2010年，拉登失业率为5.6%。於2008年，拉登僅有47人在第一产业工作，而拉登亦有14間公司參與拉登的第一产业。拉登有1,167人在第二产业工作，而拉登亦有60間公司參與拉登的第二产业。拉登有2,867人在第三产业工作，而拉登亦有198間公司參與拉登的第三产业。在工作人口中，有15.8%人使用公共交通上班，而55.2%則會使用私家車上班。